# Louis Gauthier (attore)
Louis Gauthier (Parigi, 4 marzo 1864 – Beaumont-sur-Oise, 5 gennaio 1946) è stato un attore francese.

## Biografia
Oltre ad essere stato attore di teatro e cinema, è stato anche direttore del corso di nuoto presso la Federazione nazionale delle società di educazione fisica e preparazione del servizio militare in Francia e nelle colonie. Inventore di un metodo per imparare a nuotare e istruttore della società di tiro di Presles.

## Filmografia

### Cinema
- Une évasion en 1870, regia anonima - cortometraggio (1909)
- L'Enfant guidait ses pas, regia di Paul Gavault - cortometraggio (1909)
- La Coupable, regia anonima - cortometraggio (1911)
- Gerval, le maître de forges, regia di Henri Pouctal - cortometraggio (1912)
- Les Deux Gosses, regia di Adrien Caillard - cortometraggio (1912)
- Le Ruisseau, regia di Georges Denola - cortometraggio (1913)
- L'Aveugle, regia di Maurice Mariaud - cortometraggio (1913)
- Éternel amour, regia di Albert Capellani - cortometraggio (1914)
- Par la main d'un autre, regia di Donald MacKenzie - cortometraggio (1914)
- Je t'aime, regia anonima - cortometraggio (1914)
- Blessure d'amour, regia anonima - cortometraggio (1916)
- Un million de dot, regia anonima - cortometraggio (1916)
- Quand l'amour meurt, regia di Raoul d'Auchy - cortometraggio (1916)
- Le Dernier rêve, regia di Henri Desfontaines - cortometraggio (1916)
- La danseuse voilée, regia di Maurice Mariaud (1917)
- L'hallali, regia di Jacques de Baroncelli (1917)
- Catherine ou Une vie sans joie, regia di Albert Dieudonné e Jean Renoir (1924)
- Le Tourbillon de Paris, regia di Julien Duvivier (1928)
- Pel di carota (Poil de carotte), regia di Julien Duvivier (1932)
- Il delitto della villa (La tête d'un homme), regia di Julien Duvivier (1933)
- L'uomo della Hispano (L'Homme à l'hispano), regia di Jean Epstein (1933)
- La Fusée, regia di Jacques Natanson (1933)
- Fedora, regia di Louis J. Gasnier (1934)
- L'Or, regia di Serge de Poligny e Karl Hartl (1934)
- Uno della montagna (Un de la montagne), regia di Serge de Poligny e René Le Hénaff (1934)
- Le Clown Bux, regia di Jacques Natanson (1935)
- Pasteur, regia di Sacha Guitry e Fernand Rivers (1935)
- Stradivarius, regia di Albert Valentin e Géza von Bolváry (1935)
- Soir d'orage, regia di Giuseppe Guarino - cortometraggio (1935)
- Liberté, regia di Jean Kemm (1938)